# Aldehuela de Liestos
Aldehuela de Liestos es un municipio y localidad española de la provincia de Zaragoza, en la comunidad autónoma de Aragón. El término municipal, ubicado en la comarca de Campo de Daroca, tiene una población de 49 habitantes (INE 2024).

## Geografía
La localidad se encuentra a unos 990 m sobre el nivel del mar. Dista 120 km de la capital de Aragón, Zaragoza y tiene una superficie de 38,12 km² con una población de 53 habitantes (INE 2016). Linda (desde el norte y en el sentido de las agujas del reloj) con Cubel, Torralba de los Frailes, Tortuera y Cimballa. Pertenece al arciprestazgo del Alto Jalón.

## Historia
A mediados del siglo XIX, la villa tenía contabilizada una población de 120 habitantes. Aparece descrita en el primer volumen del Diccionario geográfico-estadístico-histórico de España y sus posesiones de Ultramar de Pascual Madoz de la siguiente manera:

ALDEHUELA DE LIESTOS: v. con ayunt. de la prov., aud. terr., c. g. de Zaragoza (20 leg.), part. jud. y adm. de rent. de Daroca (3), dióc. de Tarazona (16): sit. á la márg. der. del r. Piedra en parage bien ventilado, con cielo alegre, despojada atmósfera y clima saludable: tiene 30 casas y 1 igl. parr. bajo la advocacion de la Asuncion de Ntra. Sra., servida por 1 cura , 1 beneficiado que se halla vacante y 1 sacristan nombrado por el primero. El curato se provee por S. M. ó el diocesano previa presentacion del señor marqués de Camarasa. En los alrededores del pueblo hay dos ermitas dedicadas á Sta. Bárbara y San Cristóbal, y se encuentran manantiales de aguas delgadas para el surtido del vecindario. Confina el térm. por el N. con los de Cimballa y Cubel, por el E. con los de Used y Gallocanta, por el S. con el de Torralva, y por el O. con los lim. de la prov. de Soria, estendiéndose de N. á S. 1 leg. y de E. á O. 1/2. El terreno áspero y quebrado en general, es de mediana calidad; son pocas las tierras cultivables y de estas apenas llegan á 10 yugadas las que pueden regarse; tampoco hay bosques de arbolados, ni matorrales que merezcan la pena, las tierras no roturadas son 
peñascales y barrancos pelados donde solo crecen yerbas que proporcionan abundante pasto para los ganados. Los caminos son locales y están en mal estado: prod.: trigo, cebada, avena, pocas legumbres, hortalizas y frutas; cria ganado lanar y cabrio, y alguna caza: pobl.: 25 vec.; 120 alm.: cap. prod. 362,680 rs.: imp. 22,400 rs.: contr. 4,687 rs. 32 mrs.
(Madoz, 1845, pp. 514-515)

## Demografía
Aldehuela de Liestos cuenta con una población de 49 habitantes (INE 2024).
| Gráfica de evolución demográfica de Aldehuela de Liestos entre 1842 y 2021                                          |
| |
| Población de derecho según los censos de población del INE Población de hecho según los censos de población del INE |

## Administración y política
| Período   | Alcalde                    | Partido |  |
| --------- | -------------------------- | ------- |  |
| 1979-1983 | Pascual Muñoz Ramón        | UCD     |  |
| 1983-1987 | Jesús Baquedano Muñoz      |         |  |
| 1987-1991 | José Antonio Sánchez Ramos |         |  |
| 1991-1995 | Luis Muñoz Vicente         | PP      |  |
| 1995-1999 | Luis Muñoz Vicente         | PP      |  |
| 1999-2003 | Luis Muñoz Vicente         | PP      |  |
| 2003-2007 | José Manuel Beltrán Saz    | PAR     |  |
| 2007-2011 | Arcadio Muñoz Muñoz        | PAR     |  |
| 2011-2015 | Arcadio Muñoz Muñoz        | PAR     |  |
| 2015-2019 | Arcadio Muñoz Muñoz        | PSOE    |  |
| 2019-2023 | Arcadio Muñoz Muñoz        | PSOE    |  |
| 2023-2027 | Arcadio Muñoz Muñoz        | PP      |  |

| Partido político    | Partido político                                   | 2003   | 2007   | 2011   | 2015   | 2019   | 2023   |
| Partido político    | Partido político                                   | Ediles | Ediles | Ediles | Ediles | Ediles | Ediles |
|                     | Partido de los Socialistas de Aragón (PSOE-Aragón) | —      | —      | —      | 1      | 1      | —      |
|                     | Partido Popular de Aragón (PP)                     | 1      | —      | —      | —      | —      | 1      |
|                     | Partido Aragonés (PAR)                             | —      | 1      | 1      | —      | —      | —      |
| Total de concejales | Total de concejales                                | 1      | 1      | 1      | 1      | 1      | 1      |

## Cultura

### Patrimonio

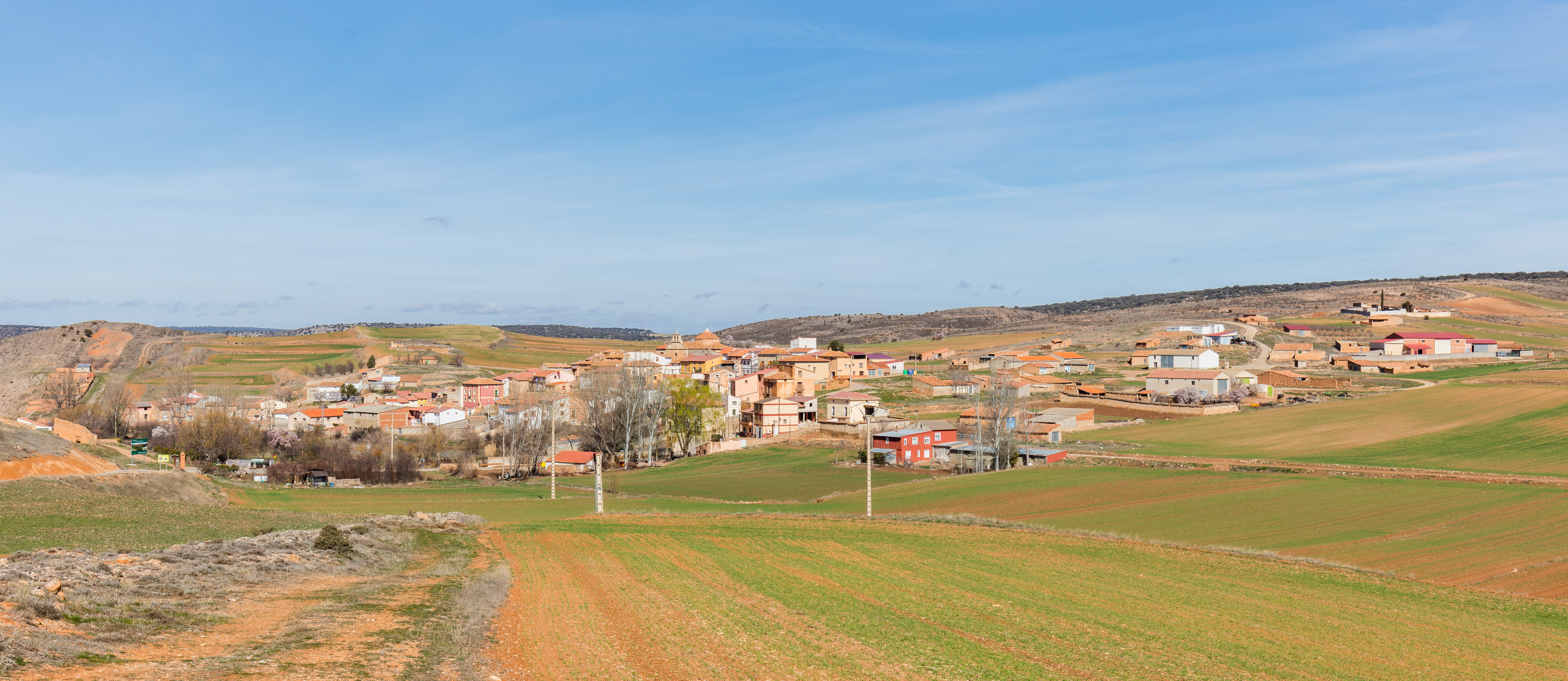
Vista general

En la localidad hay una iglesia parroquial bajo la advocación de la Asunción de Nuestra Señora. Data de finales del siglo XVII y su fachada es de mampostería y sillería. Aún conserva retablos barrocos. También se encuentran en el lugar las ermitas de Santa Bárbara y de San Cristóbal. En la última se "hospeda" San Roque.

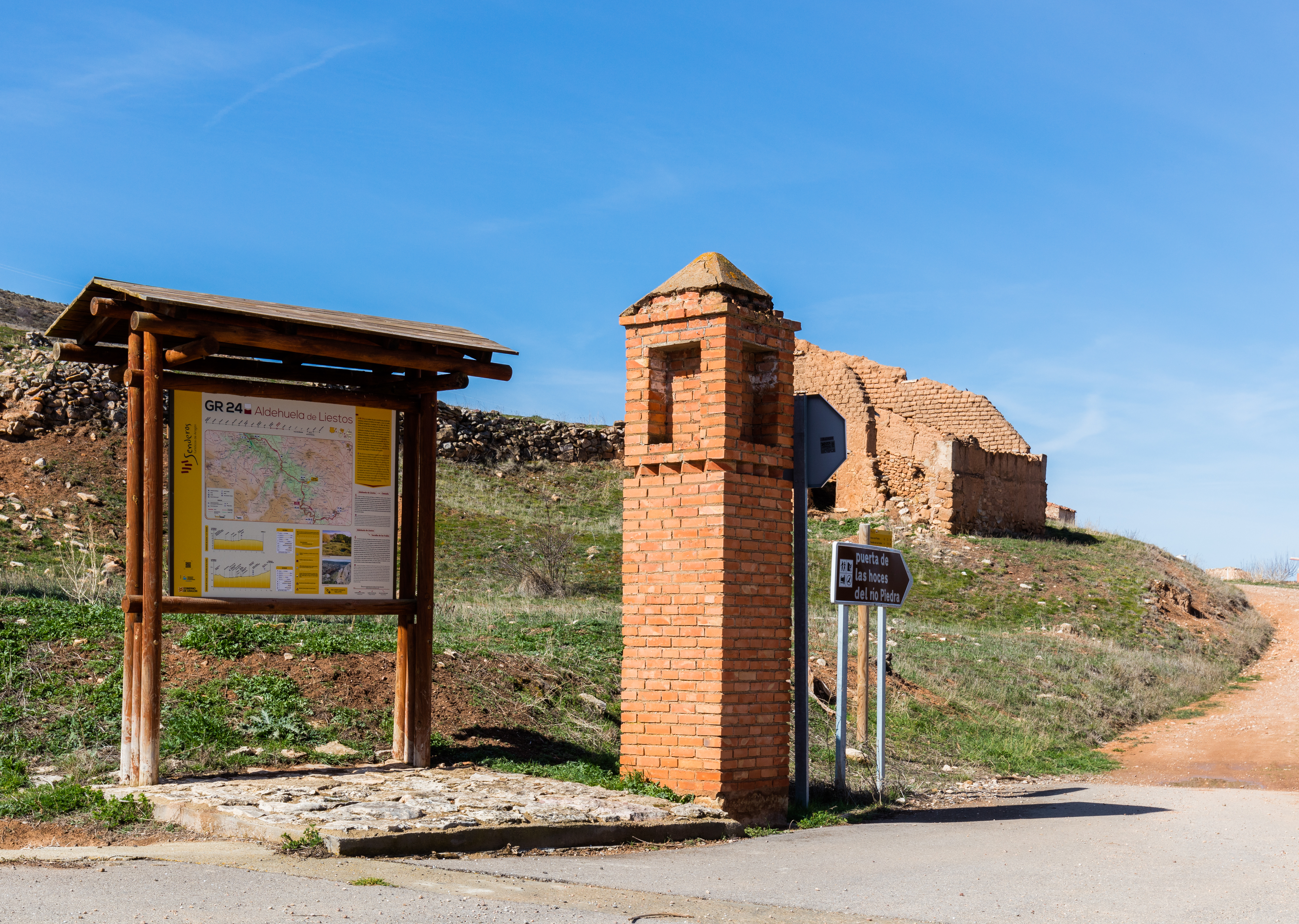
Peirón de San Roque

Como sitio de interés turístico destacan las hoces del Río Piedra. En ellas hay una bonita colonia de buitre leonado y un mirador de reciente construcción. 
Las grutas naturales del Romeral y de La Cederal de gran belleza y naturalidad.
Por Aldehuela de Liestos discurre el Sendero de Gran Recorrido GR-24, que pasa por las comarcas de Calatayud y Daroca. Los lugares más hermosos de este sendero son la hoz del río Piedra, la Laguna de Gallocanta (la laguna natural más grande de Europa) y la Paramera de Blancas (un área importantísima para las aves europeas).
Para alojarse se puede ir a la casa rural más cercana, en Torralba de los Frailes, a 4,8 km de Aldehuela de Liestos, el albergue de Cimballa a 8 km o a Used, a poco más de 13 km.

### Fiestas
El sábado de la semana del corpus cristi celebra una romería a la Virgen de Guía el Guerrero, en el término municipal de Cubel. Celebra sus fiestas patronales en honor a la Virgen de la Asunción y a San Roque del 13 al 17 de agosto. El primer sábado de octubre se celebra la fiesta en honor a la Virgen del Rosario. El sábado posterior al 17 de enero se celebra San Antón.